# Rodrigo Mannara
Rodrigo Martín Mannara (Buenos Aires, Argentina, 24 de dezembro de 1979) é um jogador de futebol argentino. Atualmente, defende o Universidad Católica, do Chile.
Mannara é um experiente atacante com passagem longa pelo futebol de seu país natal, já tendo defendido Lanús, Arsenal de Sarandí e Racing. O argentino também já atuou por outros clubes chilenos, como o Cobreloa e o modesto Puerto Montt.
Criado nas bases do Lanús, Mannara tem considerável bagagem adquirida ao longo de sua carreira. Já tendo atuado por diversos clubes argentinos, foi no Chile onde o atacante viveu sua melhor fase até então. Durante o Torneio Clausura de 2007, o jogador foi cedido ao Puerto Montt por problemas com o técnico Gustavo Huerta, apesar de ser titular absoluto da equipe. Em 2008, voltou ao clube do norte do Chile, aonde chegou, no segundo semestre, às semi-finais do Torneio Clausura.
Em junho de 2009 chegou ao Universidad Católica à pedidos do técnico Marco Antonio Figueroa, que havia o treinado no Cobreloa no ano anterior.

## References
1. ↑  Rodrigo Mannara reforça o Universidad Católica[ligação inativa]